# 富県
富県（ふ-けん）は、中華人民共和国陝西省延安市に位置する県。

## 歴史
1986年、鄜県（ふけん）から改称された。

## 行政区画
- 街道:茶坊街道
- 鎮:羊泉鎮、張村駅鎮、張家湾鎮、直羅鎮、牛武鎮、富城鎮、寺仙鎮
- 郷:北道徳郷

## 名所
- 富県塔
- 石泓寺石窟
- 川子河石窟
- 八卦寺古跡